# Prosigk

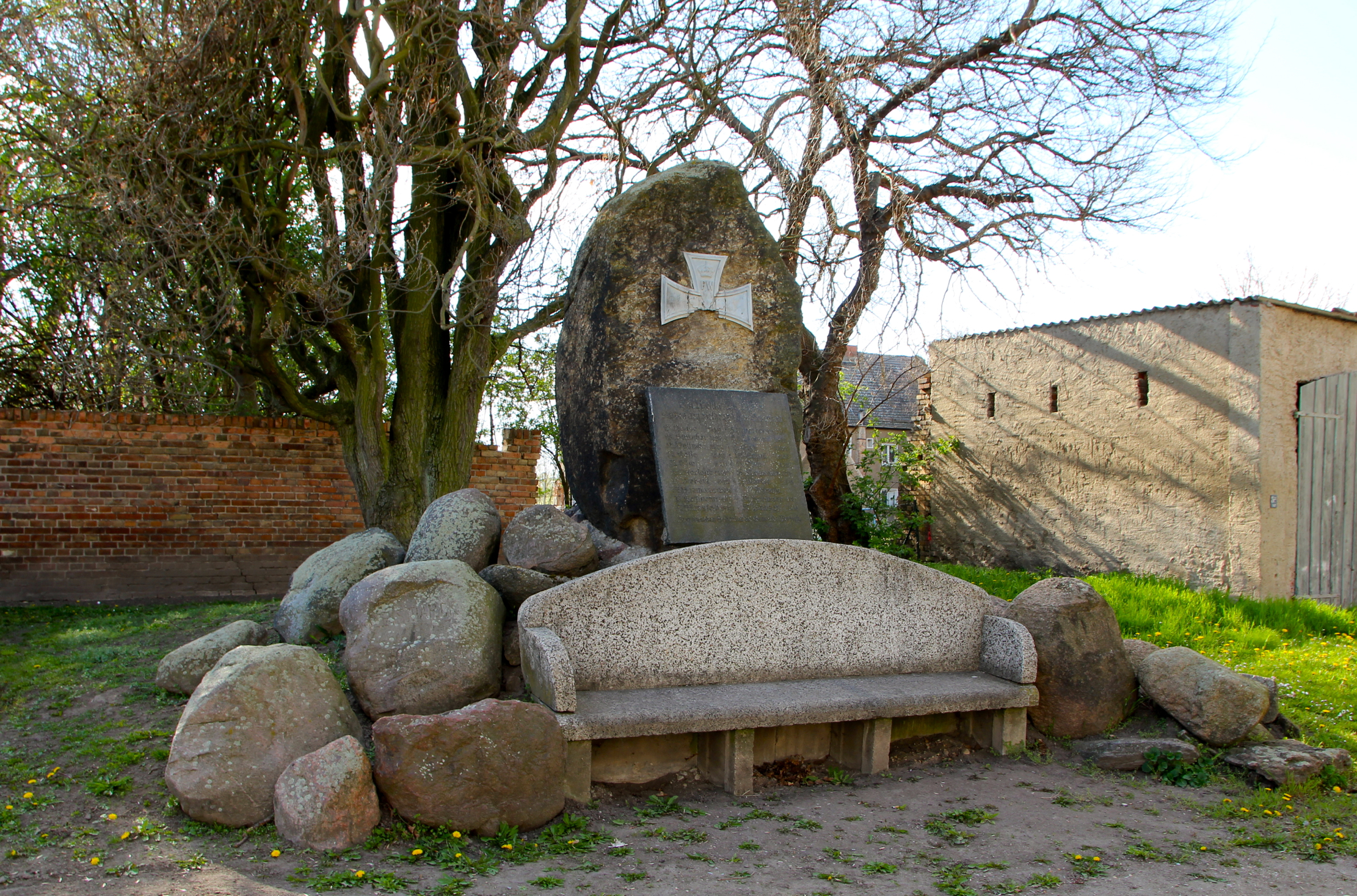
Gedenkstätte für Gefallene des Ersten Weltkrieges

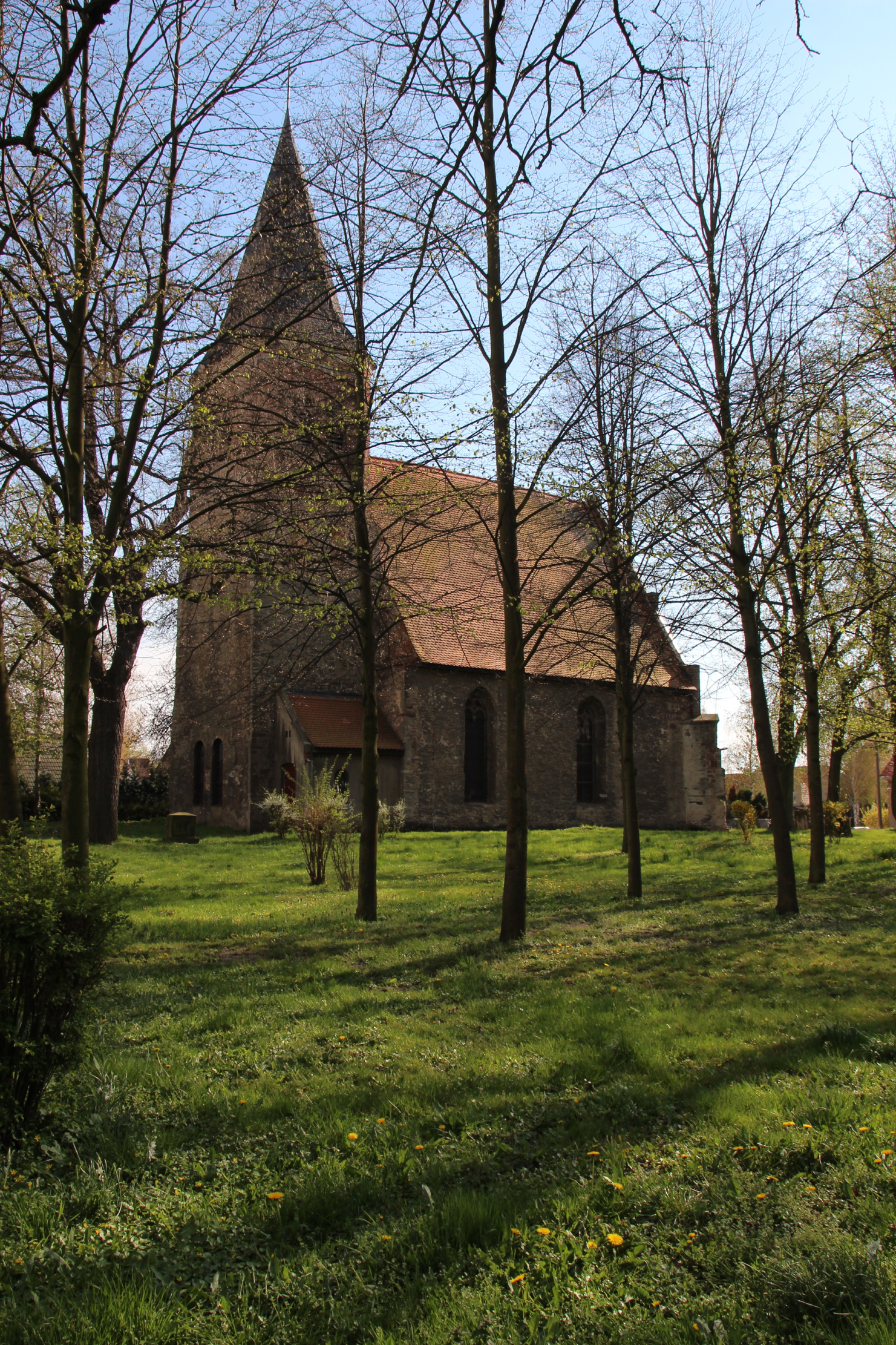
Dorfkirche

Prosigk ist ein Ortsteil der Stadt Südliches Anhalt im Landkreis Anhalt-Bitterfeld in Sachsen-Anhalt, (Deutschland).

## Geografie
Das Dorf Prosigk liegt zwischen der Kreisstadt Köthen (Anhalt) und Bitterfeld-Wolfen.

## Geschichte
Die Gemeinde wurde erstmals im Jahr 1262 urkundlich erwähnt. Der Ort gehörte wie die meisten Orte der heutigen Stadt Südliches Anhalt historisch immer zu Anhalt.
Am 20. Juli 1950 wurde die bis dahin eigenständige Gemeinde Fernsdorf nach Prosigk eingemeindet.
Am 1. Januar 2005 wurde die Gemeinde Cosa (mit den Ortsteilen Cosa, Pösigk und Ziebigk) in die Gemeinde Prosigk (mit den Ortsteilen Prosigk und Fernsdorf) eingegliedert.
Bis zur Neubildung der Einheitsgemeinde Südliches Anhalt am 1. Januar 2010 war Prosigk eine selbstständige Gemeinde in der Verwaltungsgemeinschaft Südliches Anhalt mit den zugehörigen Ortsteilen Cosa, Fernsdorf, Pösigk, Prosigk und Ziebigk.

## Politik
Letzter Bürgermeister von Prosigk war Volker Richter; aktueller Ortsbürgermeister von Prosigk ist Olaf Feuerborn.

## Gedenkstätten
- Gedenkstein in der Ortsmitte für antifaschistische Widerstandskämpfer
- Grabstätte auf dem Ortsfriedhof für einen namentlich bekannten Polen, der während des Zweiten Weltkrieges nach Deutschland verschleppt und ein Opfer von Zwangsarbeit wurde
- Gedenkstätte für die Gefallenen des Ersten Weltkrieges

## Vereine
- Prosigker Heimatverein e. V.
- Landsportgemeinschaft LSG 1930
- Freiwillige Feuerwehr Prosigk
- Feuerwehr-Förderverein der Freiwillige Feuerwehr Prosigk 2015 e. V.
- Volkssolidarität
- Fernsdorfer Feuerwehrverein

## Verkehrsanbindung
Durch Prosigk führt die Bundesstraße 183 von Bitterfeld-Wolfen nach Köthen (Anhalt).
Bis zur Stilllegung der Bahn 1946 hatte Prosigk einen Bahnhof an der Bahnstrecke Köthen–Radegast der Dessau-Radegast-Köthener Bahn. Der nächstgelegene Bahnhaltepunkt ist heute Arensdorf (Köthen) an der Bahnstrecke Magdeburg–Halle, etwa 4 km westlich von Prosigk. Die Buslinien 425, 427 und 428 des Busunternehmens Vetter halten in Prosigk.

## Persönlichkeiten
- Karl August von Backhof (1720–1807), preußischer Generalleutnant
- August Carl Alexander von Zanthier (1734–1815), hessischer und anhaltischer Hofbeamter und Schriftsteller
- Johann Friedrich Naumann (1780–1857), gilt als Begründer der Vogelkunde (Ornithologie) in Mitteleuropa.